# Рамни Габер
Рамни Габер (мкд. Рамни Габер) је насеље у Северној Македонији, у северном делу државе. Рамни Габер припада општини Студеничани, која окупља јужна предграђа Града Скопља.

## Географија
Рамни Габер је смештен у северном делу Северне Македоније. Од најближег већег града, Скопља, насеље је удаљено 25 km југоисточно.
Насеље Рамни Габер је у оквиру историјске области Торбешија, која се обухвата јужни обод Скопског поља. Насеље је смештено на северним висовима планине Китка, чије се главно било пружа јужно од насеља. Надморска висина насеља је приближно 710 метара.
Месна клима је планинска због знатне надморске висине.

## Становништво
Рамни Габер је према последњем попису из 2002. године имао 39 становника.
Претежно становништво у насељу су Албанци (100%).
Већинска вероисповест је ислам.